# 温泉县
溫泉縣是中國新疆維吾爾自治區博爾塔拉蒙古自治州所管轄的一個縣。位于新疆天山西段北麓、准噶尔盆地西缘，博尔塔拉河上游。縣名「温泉」系蒙古语“阿日相”的意译，是全国唯一以地热资源“温泉”命名的县，因境内有数处著名的温泉，故名（與內蒙古自治區的阿爾山市同名）。又名「博格达尔」，意为“神山的背后”。該縣總面積為5900km²。縣人民政府駐博格达尔镇。
温泉县是“国家全域旅游示范区”、“自治区级生态旅游示范区”、“自治区级旅游度假区”和“自治区旅游强县”，2020年获“中国避暑胜地”称号。

## 歷史
秦汉时为匈奴、乌孙的领地，漢置西域都護府。隋时属突厥地，唐置雙河都督府。清乾隆平定准噶尔后，派遣舊時歸順的察哈尔八旗驻防在这一带。
清末为精河直隶厅辖境。1938年（民国二十七年）由博乐县析置温泉设治局于此，1941年（民国三十年）改为温泉县，属伊犁行政区。1954年后属博尔塔拉蒙古自治州。

## 人口
2020年末，根据第七次人口普查数据显示：全县常住人口为49696人。

## 地理
温泉县西、南、北三面环山，中部为一条狭窄的谷地长廊。其西部较窄，东部较开阔，整个地形为由西向东缓缓倾斜的狭长谷地。温泉县属温带干旱气候区，年均气温3.7℃，极端最高气温37.2℃，极端最低气温-35.9℃。年均降水202毫米。

## 行政区划
温泉县下辖3个镇、3个乡：
博格达尔镇、哈日布呼镇、安格里格镇、查干屯格乡、扎勒木特乡、塔秀乡、呼和托哈种畜场和昆得仑牧场。

## 旅游
温泉县地热丰富，最著名的温泉有3处：博格达尔温泉、鄂托克赛尔温泉、阿尔夏提温泉。

## 特產
- 手把羊肉：俗称“手把肉”，因食用时以手把肉，用刀割食，所以称手把肉，是温泉县的一道传统名菜。
- 冷水鱼干：冷水鱼干是将虹鳟、金鳟经腌制后晾干。食用前用温水浸泡2小时，再进行红烧、蒸煮等烹饪。属温泉县特色土特产品之一。